# جیم ریش
جیم ریش (به انگلیسی: Jim Risch) (زادهٔ ۳ مه ۱۹۴۳) سناتور ایالت آیداهو در سنای ایالات متحده آمریکا است که برای نخستین‌بار در ۳ ژانویه ۲۰۰۹ به‌عضویت این مجلس درآمد. وی در زمرهٔ سناتورهای گروه دوم است که به‌مدت ۴ سال در سنا حضور دارند و تا تاریخ ۳ ژانویه ۲۰۱۵ در این مجلس خواهد بود.